# Роза китайская
Роза китайская, или чайная (лат. Rósa chinénsis) — вид растений рода Шиповник (Rosa) семейства Розовые.
Другие названия: индийская, или бенгальская роза. В диком виде не встречается. Очевидно, длительное время находилась в культуре. Ввезена из Китая и несколько позднее из Бенгалии. Является первой повторноцветущей розой, попавшей в Европу.
Китайское название: 月季花 (yuè jì huā).

## Естественные разновидности

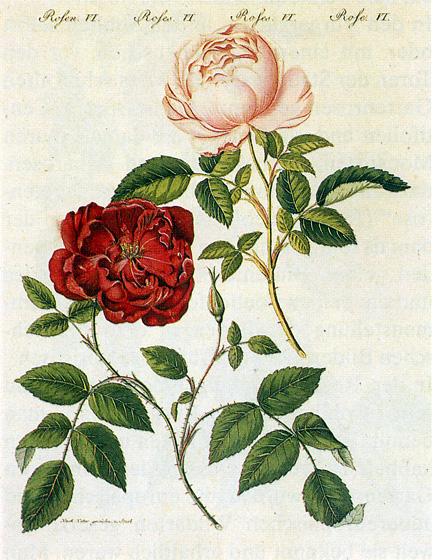
Картина XVIII века с изображением двух сортов

По данным The Plant List и Flora of China:
- Rosa chinensis var. chinensis
syn.:Rosa nankinensis Lour., Rosa sinica L.
Китайское название: 月季花(原变种) yuè jì huā (yuán biàn zhǒng).
Побеги прочные, часто с крючковатыми шипами. Цветки махровые или полумахровые. Листочков 3-5, редко 7. Лепестки красного, розового или белого цвета. Выращивается в Китае, существует множество садовых разновидностей.
- Rosa chinensis var. semperflorens (Curtis) Koehne
syn.:Rosa semperflorens Curtis
Китайское название: 紫月季花 (zǐ yuè jì huā).
Ветви тонкие, с короткими шипами. Цветки махровые, или полумахровые, одиночные, или по 2—3. Листочков 5—7, зелёные, часто с фиолетовым или красноватым оттенком. Лепестки тёмно-красные или тёмно-красно-фиолетовые. Кариотип: 2n = 14*. Выращивается в Китае.
- Rosa chinensis var. spontanea (Rehder & E.H. Wilson) T.T. Yu & T.C. Ku 
syn.:Rosa chinensis f. spontanea Rehder & E.H. Wilson
 Китайское название: 单瓣月季花 (dān bàn yuè jì huā).
Шипы широкие. Цветки простые. Листочков 3—5. Лепестки красного цвета. Распространение: Гуйчжоу, Хубэй, Сычуань.

## Распространение
Китай (Гуйчжоу, Хубэй, Сычуань), Восточные Гималаи, Непал, культивируется в Индии и Пакистане. В качестве декоративного садового растения распространена в Европе, Малой Азии и Японии.

## Ботаническое описание
Кусты прямостоячие, 1—2 метра высотой. Ветви фиолетово-коричневые, в сечении круглые, почти без шипов. Шипы изогнутые, толстые, плоские.
Листья сложные, 5—11 см длиной; прилистники обычно сросшиеся с черешком, цельнокрайные, часто железисто-опушённые, вершины заострённые, листочки в количестве 3—5 (реже 7), широкояйцевидные или продолговато-яйцевидные, 2,5—6 × 1—3 см, почти голые, с округлым или широко клиновидным основанием, по краю остро-зубчатые, верхушки заострённые.
Цветки простые (5 лепестков), полумахровые или махровые; расположены группами по 2—5, редко одиночные, слегка ароматные или без запаха, 4—5 см в диаметре. Цветоножки 2,5—6 см, почти голые или железисто-опушённые, прицветники в количестве 1—3, линейные, голые, по краю железистые или целые, вершины заострённые. Гипантии яйцевидно-шаровидные или грушевидные, голые. Чашелистики в количестве — 5, яйцевидной, иногда листовидной формы, цельнокрайные или несколько перисто-лопастные, реже цельные. Лепестки красные, розовые, белые или с фиолетовым оттенком, обратнояйцевидные, основание клиновидное, вершина выемчатая.
Плоды красные, голые, яйцевидной или грушевидной формы, 1—2 см в диаметре.
Кариотип: 2n = 21*, 28*.

## Применение
Цветки и плоды используются в традиционной китайской медицине при лечении нерегулярных и болезненных менструаций и болезней щитовидной железы.
Шиповник китайский является одним из символов Пекина.